# Chiêu Hú
Chiêu Hú (chữ Hán: 照煦; 1900–1950), là một hoàng thân của nhà Thanh trong lịch sử Trung Quốc, người thừa kế 1 trong 12 tước vị Thiết mạo tử vương.

## Cuộc đời
Chiêu Hú được sinh ra vào giờ Tuất, ngày 6 tháng 10 (âm lịch) năm Quang Tự thứ 26 (1900), trong gia tộc Ái Tân Giác La. Ông là con trai trưởng của Trịnh Khác Thân vương Khải Thái, mẹ ông là Đích Phúc tấn Phú Sát thị (富察氏). Năm Quang Tự thứ 28 (1902), tháng 9, ông được thế tập tước vị Trịnh Thân vương đời thứ 18. Năm Dân Quốc nguyên niên (1912), tháng 9, ông phụng ý chỉ cho phép Vương công phủ đệ, ruộng đất, ân thưởng trở thành tài sản cá nhân. Năm 1950, ông qua đời, thọ 50 tuổi. Ông là hậu duệ cuối cùng được tập tước Trịnh Thân vương, vì khi ông qua đời, triều đình nhà Thanh đã sụp đổ từ lâu, danh vị đó cũng không còn ý nghĩa.

## Gia quyến

### Thê thiếp
- Đích Phúc tấn: Bác Nhĩ Tế Cát Đặc thị (博爾濟吉特氏), con gái của Băng Đồ Quận vương Mẫn Lỗ Bố Trát Bố (敏魯布扎布).
- Thứ thiếp: Dương thị (楊氏), con gái của Đôn Mẫn (敦敏).

### Con trai
1. Bổn Sâm (本森; 1920–?), mẹ là Đích Phúc tấn Bác Nhĩ Tế Cát Đặc thị.
2. Thực Sâm (植森; 1921–?), mẹ là Đích Phúc tấn Bác Nhĩ Tế Cát Đặc thị.
3. Thọ Sâm (樹森; 1925–?), mẹ là Đích Phúc tấn Bác Nhĩ Tế Cát Đặc thị.
4. Vinh Sâm (榮森; 1931–?), mẹ là Thứ thiếp Dương thị.